# Пигес (Драма)
Пигес (грч. Πηγές) је насељено место у општини Просечен у периферији Источна Македонија и Тракија, Грчка. Према попису из 2021. године било је 36 становника.
Пигес је 1913. године имало 58 житеља Турака. Године 1924. турско становништво је принудно исељени у Турску а на њихово место су насељене 32 грчке избегличке породице, којих је на попису из 1928. године било 119. Село се раније звало Мезе.